# FC Dynamo Odessa

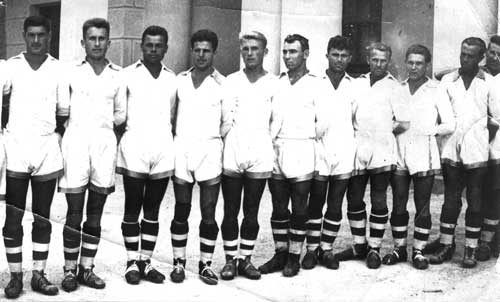
Dynamo Odessa en 1936

El FC Dynamo Odessa fue un equipo de fútbol de Ucrania que alguna vez jugó en la Primera División de la Unión Soviética, la primera categoría de fútbol de Unión Soviética.

## Historia
Fue fundado en el año 1923 en la ciudad de Odesa con el nombre Spartak Odessa, el cual cambiaron tres años más tarde por el de Dynamo. El club es el predecesor del FC Chernomorets Odessa
El club logró el ascenso a la Primera División de la Unión Soviética en 1937, donde estuvo hasta que descendió en 1939, y un año más tarde fue reemplazado en la Primera Liga Soviética por el Pischevik y lo desaparecieron.
En 1944 estuvo en las divisiones regionales de Ucrania hasta que desaparece en la década de los años 1980. El club vuelve a ser refundado en 1990 dentro de las divisiones regionales de Ucrania hasta la independencia del territorio de la Unión Soviética en 1991.
Tras la independencia de Ucrania formó parte de las divisiones regionales del país hasta que en 1994 logra el ascenso a la Liga Aficionada de Fútbol de Ucrania, donde solo estuvo una temporada luego de ganar el ascenso a la Druha Liha (tercera división nacional), en la cual solo estuvo una temporada y fue descendido a las divisiones regionales por problemas financieros.
Un año más tarde regresa a la Druha Liha, donde salva la temporada al fusionarse con el SKA-Lotto Odessa y pasa a llamarse Dynamo-SKA Odessa. En la temporada siguiente el club es expulsado de la liga luego de cooperar por arreglar un partido ante el FC Fortuna Sharhorod que terminó 3-3 y más tarde el club desaparece.

## Palmarés

### Unión Soviética
- Group V[1] (1): 1937
- Odessa Oblast Football Championship (2): 1985, 1986
- Odessa City Football Championship (3): 1930, 1934, 1982

### UcraniaUcrania
- Liga Aficionada de Fútbol de Ucrania (1): 1994

## Historial en Liga y Copa

### Unión Soviética
| 1936       | 3                                                              | 3                                                              | 7                                                              | 3                                                              | 2                                                              | 2                                                              | 15–9                                                           | 15                                                             | 1/8                                                            | Final                                                          |                                                                |                                                                |                                                                |
| 1936       | 3                                                              | 4                                                              | 7                                                              | 3                                                              | 1                                                              | 3                                                              | 9–7                                                            | 13                                                             | 1/8                                                            | Final                                                          | -1 pts                                                         |                                                                |                                                                |
| 1937       | 3                                                              | 1                                                              | 9                                                              | 7                                                              | 0                                                              | 2                                                              | 23–11                                                          | 23                                                             | 1/4                                                            | Final                                                          | Promovido                                                      |                                                                |                                                                |
| 1938       | 1                                                              | 10                                                             | 25                                                             | 9                                                              | 11                                                             | 5                                                              | 39–35                                                          | 29                                                             | 1/4                                                            | 1/2                                                            |                                                                |                                                                |                                                                |
| 1939       | 1                                                              | 14                                                             | 26                                                             | 7                                                              | 2                                                              | 17                                                             | 25–67                                                          | 16                                                             | 1/32                                                           | –                                                              | Descendido                                                     |                                                                |                                                                |
| 1940       | Reemplazado pro el Pishchevik Odessa en los torneos soviéticos | Reemplazado pro el Pishchevik Odessa en los torneos soviéticos | Reemplazado pro el Pishchevik Odessa en los torneos soviéticos | Reemplazado pro el Pishchevik Odessa en los torneos soviéticos | Reemplazado pro el Pishchevik Odessa en los torneos soviéticos | Reemplazado pro el Pishchevik Odessa en los torneos soviéticos | Reemplazado pro el Pishchevik Odessa en los torneos soviéticos | Reemplazado pro el Pishchevik Odessa en los torneos soviéticos | Reemplazado pro el Pishchevik Odessa en los torneos soviéticos | Reemplazado pro el Pishchevik Odessa en los torneos soviéticos | Reemplazado pro el Pishchevik Odessa en los torneos soviéticos | Reemplazado pro el Pishchevik Odessa en los torneos soviéticos | Reemplazado pro el Pishchevik Odessa en los torneos soviéticos |
| 1944-1980s | Torneos regionales                                             | Torneos regionales                                             | Torneos regionales                                             | Torneos regionales                                             | Torneos regionales                                             | Torneos regionales                                             | Torneos regionales                                             | Torneos regionales                                             | Torneos regionales                                             | Torneos regionales                                             | Torneos regionales                                             | Torneos regionales                                             | Torneos regionales                                             |
| 1990       | 4                                                              | 7                                                              | 30                                                             | 13                                                             | 7                                                              | 10                                                             | 29-29                                                          | 33                                                             |                                                                |                                                                |                                                                |                                                                |                                                                |
| 1991       | 4                                                              | 8                                                              | 28                                                             | 11                                                             | 4                                                              | 13                                                             | 40-35                                                          | 26                                                             |                                                                |                                                                |                                                                |                                                                |                                                                |

### UcraniaUcrania
| 1992-94 | Torneos regionales | Torneos regionales | Torneos regionales | Torneos regionales | Torneos regionales | Torneos regionales | Torneos regionales | Torneos regionales | Torneos regionales | Torneos regionales | Torneos regionales                                       | Torneos regionales | Torneos regionales |
| 1994-95 | 4                  | 8                  | 32                 | 15                 | 7                  | 10                 | 41-38              | 52                 |                    |                    | Promovido                                                |                    |                    |
| 1995-96 | 3                  | 20                 | 40                 | 3                  | 6                  | 31                 | 12-85              | 15                 |                    |                    | Descendido                                               |                    |                    |
| 1996-97 | Torneos regionales | Torneos regionales | Torneos regionales | Torneos regionales | Torneos regionales | Torneos regionales | Torneos regionales | Torneos regionales | Torneos regionales | Torneos regionales | Torneos regionales                                       | Torneos regionales | Torneos regionales |
| 1997-98 | 3                  | 17                 | 32                 | 7                  | 7                  | 18                 | 26-40              | 28                 |                    |                    | Salva la categoría al fusionarse con el SKA-Lotto Odessa |                    |                    |
| 1998-99 | 3                  | 14                 | 26                 | 1                  | 3                  | 22                 | 5-27               | 0                  |                    |                    | (-6); Expulsado de la liga                               |                    |                    |